# Вилијам VIII Палеолог
Вилијам VIII Палеолог (19. јул 1420 — Казале Монферато, 27. фебруар 1483) је био маркиз од Монферата.

## Биографија
Трећерођени син маркиза од Монферата Јована Јакова Палеолога и маркизе Јоване од Савоје (1392-1460), ћерке грофа Амедеа VII Савојског, маркиз Вилијам VIII је наследио маркизат након смрти свог старијег брата маркиза Јована IV Палеолога 1464. године.
Снажна антисавојска политика спроведена током владавине његовог брата уродила је плодом када је цар Фридрих III потврдио маркизу Вилијаму VIII све територије које је од 1435. године. окупирао војвода Амадео VIII Савојски.
Међутим, његова поново стечена моћ стављена је у службу војводе Франческа I Сфорце, а маркиз Вилијам VIII се посебно показао корисним у Милану, када је, након Франческове смрти, деловао као старатељ младог војводе Галеаца Марије Сфорце. Чак и када је војвода Галеацо Марија убијен, маркиз Вилијам VIII је имао важну позицију модератора на територији Сфорца.
Маркиз Вилијам VIII се женио три пута. Први пут, 19. јануара 1465. године, са принцезом Маријом од Фоа (око 1452 – мај 1468), ћерком Гастона IV (1425 – 1472), грофа од Фоа, и краљице Елеоноре од Наваре (1425 – 1479), у овом браку није имао мушке наследнике.
Са педесет година, маркиз Вилијам VIII се поново оженио 18. јула 1469. године, у Милану са тринаестогодишњом ћерком војводе Франческа I Сфорце, Елизабетом Маријом Сфорца (1456 – 1472), и са другом женом, међутим, није имао мушког наследника коме се надао. Чак и са његовом трећом женом, Бернардом од Броса (око 1450 – 17. фебруар 1485), ћерком Јована II од Броса, грофа од Пентјевра, и грофице Николет од Шатијона, удата 19. септембра 1474. године, није имао мушко потомство.
У страху од нестанка династије, у савезу са маркизом Лудовиком I од Салуца, маркиз Вилијам VIII је за наследника Салуца, будућег маркиза Лудовика II, удао своју ћерку Јовану из првог брака, утврдивши да у случају његове смрти без мушких наследника, њихови синови наслеђују Монферат. Једини син којег је маркиз Вилијам VIII имао, Ханибал, рођен је из ванбрачне везе, и стога је искључен из линије наследства.
Маркиз Вилијам VIII је умро у Казале Монферату: пошто је умро без мушких наследника, наследио га је његов млађи брат Бонифације III. Иако су обоје још увек били живи, ни његова ћерка маркиза Јована ни његов зет маркиз Лудовико II од Салуца нису полагали право на маркизат Монферат.

## Породица
Маркиз Вилијам VIII Палеолог се женио три пута.
Са првом женом грофицом Маријом од Фоа имао је само једну ћерку:
- Грб династије Палеолог Монферат после 1494. годинеЈована (1467-1490), удата за маркиза Лудовика II од Салуца (1438-1504).

Са другом женом војвоткињом Елизабетом Маријом Сфорца имао је само једну ћерку:
- Бјанка (1472 – 1519), која се удала за војводу Карла I Савојског 1485. године.

Са трећом женом грофицом Бернардом од Бросе није имао деце.
Имао је и ванбрачну децу:
- Ханибал (око 1460 – 2. фебруар 1523), господар Фрасинела од 1477. године, почасни опат Луседија од 26. марта 1485. године; [2][3]
- Лукреција (? – 1508)[4][5], прво се удала за Ђованија Бартоломеа дел Карета, а затим за Риналда д'Есте (1435-1503), ванбрачног сина Никола III д'Естеа.[6]
- Маргерита, удата 24. јула 1487. године, за [7] Хектор де Монтеинард (-убијен 31. јула 1501. године,[8]), коморник Француске и гувернер Астија.[6]